# Karl Gorath
Karl Gorath (Bad Zwischenahn, 12 dicembre 1912 – Bremerhaven, 18 marzo 2003) è stato un infermiere tedesco, prigioniero nei campi di concentramento tedeschi durante la Seconda guerra mondiale a causa della propria omosessualità, considerata un crimine dal Partito Nazionalsocialista Tedesco dei Lavoratori.

## Biografia
Gorath, di professione infermiere, venne denunciato all'età di ventisei anni dal proprio "amante geloso", ed arrestato in base al paragrafo 175 del codice penale tedesco, che considerava l'omosessualità un "atto innaturale". Imprigionato nel campo di concentramento di Neuengamme, nei pressi di Amburgo, venne obbligato ad indossare il triangolo rosa, simbolo utilizzato all'interno dei campi nazisti per identificare gli omosessuali. A causa della propria specializzazione infermieristica, Gorath venne trasferito a lavorare presso l'ospedale di un sottocampo di Neuengamme, dal quale venne però trasferito ad Auschwitz come punizione, quando si rifiutò di diminuire la razione giornaliera di pane ai pazienti polacchi.
Ad Auschwitz, Gorath ricevette il triangolo rosso che lo identificava come prigioniero politico, e questo gli permise di scampare alle brutalità imposte sia dai kapo che dagli altri internati a coloro che venivano identificati come gay. A seguito della rapida avanzata delle truppe sovietiche verso Auschwitz, nel gennaio 1945 Gorath venne trasferito presso il campo di Mauthausen (forse presso il sottocampo di Melk oppure Ebensee), dal quale venne definitivamente liberato dagli alleati nel maggio 1945.
Nel 1947 Gorath venne ulteriormente perseguito a causa del paragrafo 175, ancora poi in vigore nella Germania Ovest, e a causa del suo comportamento "criminale" ebbe difficoltà a trovare un lavoro. Le sue richieste di supporto finanziario - comunemente corrisposte ai sopravvissuti dei campi di sterminio - vennero accolte solo nel 1989. Gorath è morto, all'età di 90 anni, nel 2003. Karl Gorath è stato uno dei cinque gay che si prestarono a riportare le proprie memorie nel documentario Paragraph 175 sulle persecuzioni contro gli omosessuali durante il periodo nazista. Il film, prodotto da Jeffrey Friedman e Rob Epstein, si avvale della voce narrante di Rupert Everett.